# Olof Wallquist
Olof Wallquist (født 6. juni 1755 i Närke, død 30. april 1800 i Norrköping) var en svensk biskop og statsmand.
Som domprovst og fra 1787 biskop i Växjö Stift gjorde Wallquist sig kendt for sine sjældne administrative evner. Hans største betydning falder dog indenfor det politiske område; han var en af Gustaf III's dygtigste medhjælpere i den kamp, kongen under sine senere leveår førte mod den svenske adel.
Han spillede en central rolle ved kongens side ved rigsdagen 1786 og navnlig ved den revolutionære rigsdag 1789. 1789 blev han chef for den nu i det kongelige kancelli indrettede Ecklesiastikekspedition, men faldt efter kongens død tillige med de øvrige gustavianere i unåde og trak sig tilbage til sit stift.
Wallquist var en ivrig kirkehistorisk forsker og har bl.a. efterladt en stadig benyttet Udgave af kirkehistorisk vigtige aktstykker, Ecclesiastique Samlingar (1788—95). I senere tid er hans optegnelser fra rigsdagene 1789 og 1792 udgivne (Minnen och bref udgivet af Montan, 1878) og en autobiografi (udgivet af Helander, 1900).